# 보청대로
보청대로(Bocheong-daero)는 충청북도 보은군 마로면 적암리 경상북도 도계와 청주시 상당구 남일면 두산삼거리를 잇는 충청북도의 도로이다. 보은군과 청주시를 잇는 도로라는 의미로 '보청대로'로 명명되었다. 전 구간 국도 제25호선에 속한다.

## 역사
- 1975년 10월 1일 : 청원군 남일면 평촌리 ~ 두산리 총 300m 구간 개통 및 기존 280m 구간 폐지, 보은군 탄부면 임한리 900m 구간 개통 및 기존 690m 구간 폐지[2]
- 1998년 1월 31일 : 보은군 탄부면 임한리 ~ 마로면 관기리 920m 구간 개통, 기존 구간 폐지[3]
- 1998년 11월 26일 : 보은군 보은읍 이평리 340m 구간 개통[4]
- 2000년 5월 15일 : 보은군 화북면 송평리 420m 구간 개통 및 기존 440m 구간 폐지, 보은군 탄부면 상장리 ~ 내속리면 하개리 330m 구간 개통, 기존 360m 구간 폐지[5]
- 2000년 12월 21일 : 보은군 보은읍 대야리 ~ 길상리 474m 구간 개통 및 기존 560m 구간 폐지[6]
- 2001년 12월 4일 : 보은군 보은읍 누청리 720m 구간 개통, 기존 750m 구간 폐지[7]
- 2005년 7월 15일 : 보은군 보은읍 길상리 400m 구간 확장 개통[8]
- 2008년 4월 1일 : 보은군 회인면 송평리 400m 구간 개량 개통, 기존 구간 폐지[9]
- 2009년 7월 10일 : 2개 이상 시·도에 걸쳐 있는 도로로 보청대로를 고시[10]

## 주요 경유지
충청북도
- 보은군 (마로면 - 탄부면 - 장안면 - 보은읍 - 수한면 - 회인면 - 청주시 상당구 (가덕면 - 남일면)

## 노선
| 이름                        | 접속 노선                                                   | 소재지                                         | 소재지                                   | 비고                                       |
| 영남제일로와 직결           | 영남제일로와 직결                                           | 영남제일로와 직결                              | 영남제일로와 직결                        | 영남제일로와 직결                          |
| --------------------------- | ----------------------------------------------------------- | ---------------------------------------------- | ---------------------------------------- | ------------------------------------------ |
| 마로과적검문소              |                                                             | 보은군                                         | 마로면                                   | 국도 제25호선 구간                         |
| 구병산 나들목               | 30호선 서산영덕고속도로                                     | 보은군                                         | 마로면                                   | 국도 제25호선 구간                         |
| 송현삼거리                  | 관기송현로                                                  | 보은군                                         | 마로면                                   | 국도 제25호선 구간                         |
| 송현2교 관기교              |                                                             | 보은군                                         | 마로면                                   | 국도 제25호선 구간                         |
| 관기 교차로 (고봉교)        | 지방도 제505호선 (청산관기로) (관기3길)                     | 보은군                                         | 마로면                                   | 국도 제25호선 구간 청주 방면 진출입만 가능 |
| 탄부2교                     |                                                             | 보은군                                         | 마로면                                   | 국도 제25호선 구간                         |
| 탄부2교                     | 탄부면                                                      | 보은군                                         |                                          | 국도 제25호선 구간                         |
| 탄부 교차로 (하장교)        | 지방도 제502호선 지방도 제505호선 (관기송현로) (삼승탄부로) | 보은군                                         | 국도 제25호선 구간 지방도 제505호선 구간 |                                            |
| 상장삼거리                  | 평각상장로                                                  | 보은군                                         | 국도 제25호선 구간 지방도 제505호선 구간 |                                            |
| (봉암교 남단)               | 우진플라임로                                                | 보은군                                         | 국도 제25호선 구간 지방도 제505호선 구간 |                                            |
| 속리산 나들목 (상장 교차로) | 30호선 서산영덕고속도로                                     | 보은군                                         | 국도 제25호선 구간 지방도 제505호선 구간 |                                            |
| 황곡교                      |                                                             | 보은군                                         | 국도 제25호선 구간 지방도 제505호선 구간 |                                            |
| 장안면                      |                                                             | 보은군                                         | 국도 제25호선 구간 지방도 제505호선 구간 |                                            |
| 장내삼거리                  | 지방도 제505호선 (장안로) 황곡길                            | 보은군                                         | 국도 제25호선 구간 지방도 제505호선 구간 |                                            |
| 구인삼거리                  | 장재로                                                      | 보은군                                         | 국도 제25호선 구간                       |                                            |
| 구인교                      |                                                             | 보은군                                         | 국도 제25호선 구간                       |                                            |
| 농공단지삼거리              | 매화구인로                                                  | 보은군                                         | 국도 제25호선 구간                       |                                            |
| 말티삼거리                  | 속리산로 누청1길                                            | 보은군                                         | 국도 제25호선 구간                       | 보은읍                                     |
| 누청삼거리                  | 국도 제37호선 (동학로)                                      | 보은군                                         | 국도 제25, 37호선 구간                   | 보은읍                                     |
| 보은 교차로                 | 국도 제19호선 (보은미원로)                                  | 보은군                                         | 국도 제25, 37호선 구간                   | 보은읍                                     |
| 군청사거리                  | 군청길 마루들길                                             | 보은군                                         | 국도 제25호선 구간                       | 보은읍                                     |
| 이평삼거리                  | 뱃들로                                                      | 보은군                                         | 국도 제25호선 구간                       | 보은읍                                     |
| 이평교                      |                                                             | 보은군                                         | 국도 제25호선 구간                       | 보은읍                                     |
| 이평교사거리                | 남부로                                                      | 보은군                                         | 국도 제25호선 구간                       | 보은읍                                     |
| 교사사거리                  | 보은로                                                      | 보은군                                         | 국도 제25호선 구간                       | 보은읍                                     |
| 장신사거리                  | 삼산제방로 장속중초로                                       | 보은군                                         | 국도 제25호선 구간                       | 보은읍                                     |
| 교사교                      |                                                             | 보은군                                         | 국도 제25호선 구간                       | 보은읍                                     |
| 장신교                      |                                                             | 보은군                                         | 국도 제25호선 구간                       | 보은읍                                     |
| 수한면                      |                                                             | 보은군                                         | 국도 제25호선 구간                       |                                            |
| 후평사거리                  | 안내보은로                                                  | 보은군                                         | 국도 제25호선 구간                       |                                            |
| (수한면 행정복지센터 입구)  | 후평바리미길                                                | 보은군                                         | 국도 제25호선 구간                       |                                            |
| 교암삼거리                  | 거현교암로                                                  | 보은군                                         | 국도 제25호선 구간                       |                                            |
| 보청교                      |                                                             | 보은군                                         | 국도 제25호선 구간                       |                                            |
| 동정삼거리                  | 지방도 제575호선 (안내수한로)                               | 보은군                                         | 국도 제25호선 구간 지방도 제575호선 구간 |                                            |
| 차정사거리 (차정교)         | 지방도 제575호선 (산척상궁로) 용촌차정로                    | 보은군                                         | 국도 제25호선 구간 지방도 제575호선 구간 |                                            |
| 수리티재                    |                                                             | 보은군                                         | 국도 제25호선 구간 해발 321m             |                                            |
| 수리티재                    | 회인면                                                      | 보은군                                         | 국도 제25호선 구간 해발 321m             |                                            |
| 건천삼거리                  | 애곡로                                                      | 보은군                                         | 국도 제25호선 구간                       |                                            |
| 송평교                      |                                                             | 보은군                                         | 국도 제25호선 구간                       |                                            |
| 회인 나들목 (송평사거리)    | 30호선 서산영덕고속도로                                     | 보은군                                         | 국도 제25호선 구간 송평삼거리와 연결     |                                            |
| 눌곡교                      |                                                             | 보은군                                         | 국도 제25호선 구간                       |                                            |
| 눌곡삼거리                  | 지방도 제571호선 (회남로)                                   | 보은군                                         | 국도 제25호선 구간 지방도 제571호선 구간 |                                            |
| 중앙리                      | 회인로                                                      | 보은군                                         | 국도 제25호선 구간 지방도 제571호선 구간 |                                            |
| 용촌리                      | 회인로                                                      | 보은군                                         | 국도 제25호선 구간 지방도 제571호선 구간 |                                            |
| 고석삼거리                  | 지방도 제571호선 (회인내북로)                               | 보은군                                         | 국도 제25호선 구간 지방도 제571호선 구간 |                                            |
| 고석교                      |                                                             | 보은군                                         | 국도 제25호선 구간                       |                                            |
| 피반령                      |                                                             | 보은군                                         | 국도 제25호선 구간 해발 360m             |                                            |
| 피반령                      | 청주시                                                      | 상당구 가덕면                                  | 국도 제25호선 구간 해발 360m             |                                            |
| 인차삼거리                  | 청주시                                                      | 상당구 가덕면                                  | 지방도 제509호선 (인차시동로)            | 국도 제25호선 구간 지방도 제509호선 구간   |
| 가덕면 행정복지센터         | 청주시                                                      | 상당구 가덕면                                  |                                          | 국도 제25호선 구간 지방도 제509호선 구간   |
| 인차삼거리                  | 청주시                                                      | 상당구 가덕면                                  | 지방도 제509호선 (상장인차로)            | 국도 제25호선 구간 지방도 제509호선 구간   |
| 인차교                      | 청주시                                                      | 상당구 가덕면                                  | 고문두신로                               | 국도 제25호선 구간                         |
| 인차교                      | 청주시                                                      | 상당구 남일면                                  | 고문두신로                               | 국도 제25호선 구간                         |
| 두산삼거리                  | 청주시                                                      | 국도 제25호선 국가지원지방도 제32호선 (단재로) |                                          | 국도 제25호선 구간                         |

## 주요 건물 및 시설
- 마로과적검문소 (충청북도 보은군 마로면 보청대로 26)
- 구인리마을회관 (충청북도 보은군 장안면 보청대로 1243)
- 펀파크 (충청북도 보은군 보은읍 보청대로 1414)
- 보은농협 (충청북도 보은군 보은읍 보청대로 1742)
- 한국국토정보공사 보은지사 (충청북도 보은군 보은읍 보청대로 1912)
- KT 보은빌딩 (충청북도 보은군 보은읍 보청대로 1918)
- 수한면의용소방대 (충청북도 보은군 수한면 보청대로 2112-7)
- 한국비림박물관 (구 보은삼산초등학교 동정분교, 충청북도 보은군 수한면 보청대로 2492)
- 가덕면 행정복지센터, 가덕보건지소 (충청북도 청주시 상당구 가덕면 보청대로 4646)
- 가덕의용소방대 (충청북도 청주시 상당구 가덕면 보청대로 4650)
- 가덕파출소 (충청북도 청주시 상당구 남일면 보청대로 4761)